# دانشگاه هنرهای نمایشی و فیلم بوداپست
دانشگاه هنرهای نمایشی و فیلم بوداپست (مجاری: Színház- és Filmművészeti Egyetem) به اختصار اِس‌اِف‌اِ مؤسسه‌ای آموزشی در بوداپست، مجارستان است که در سال ۱۸۶۵ بنیان نهاده شد و از سال ۲۰۰۰ میلادی به دانشگاه مبدل شد. در ۳۱ اوت ۲۰۲۰ مدیریت دانشگاه در اعتراض به دخالت دولت در تعیین اعضای هیئت‌مدیره استعفا دادند و معتقد بودند این تصمیم بر استقلال فکری-عملکردی دانشگاه تأثیر منفی خواهد داشت.

## دانش‌آموختگان مشهور
- ویلموش ژیگموند[۴]
- ایشتوان سابو
- لاسلو کواچ[۴]
- یوژف میکو[۵]
- آلکساندرا بوربی[۶]
- میکلوش یانچو
- لایوش کولتائی
- بلا تار
- گزا روریگ
- کریشتوف دآک[۷]
- کاروی ماک
- دینش ناگی[۸]
- ماری توروچیک
- هیلدا گوبی
- ایلدیکو انیدی
- کورنل موندروتسو
- سسیلیا استرگایوش